# أفونسو دلاكاما
أفونسو مارسيتا ماكاتشو دلاكاما (بالبرتغالية: Afonso Marceta Macacho Dhlakama‏) هو سياسي موزمبيقي ولد في يوم 1 يناير 1953 في محافظة سوفالا في موزمبيق البرتغالية وهو قائد حركة المقاومة الوطنية الموزمبيقية وألتي قاومت الشيوعية في موزمبيق وشملت حروب عصابات بين هذه الحركة وبين حكومة جبهة تحرير موزمبيق الشيوعية خلال الحرب الأهلية الموزمبيقية. توفي في 3 مايو 2018.